# Pasaporte finlandés

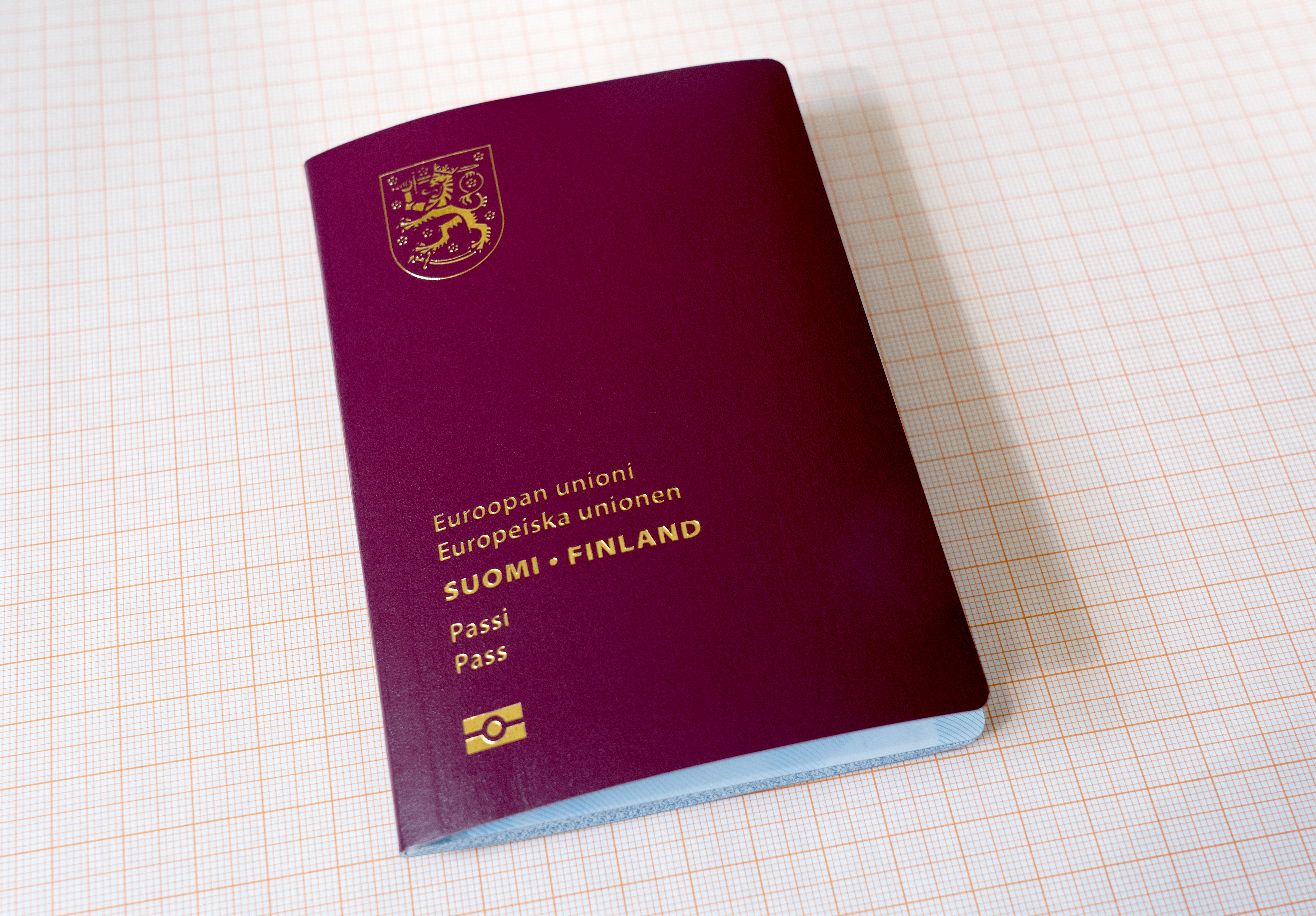

El pasaporte finlandés (en finés: Suomen passi; en sueco: Finska pass) se expiden a nacionales de Finlandia para viajes internacionales. Además de servir como prueba de la nacionalidad finlandesa, facilitan el proceso de asistencia de funcionarios consulares finlandeses en el extranjero (u otros consulados de la UE en caso de ausencia de un funcionario consular finlandés). Los pasaportes finlandeses comparten el diseño estandarizado y la cubierta de color rojo burdeos con otros países de la UE.
Los pasaportes son expedidos por la policía local o por una misión diplomática finlandesa autorizada en el extranjero.
Los hombres de menos de 30 años de edad y consecuentemente elegibles para el servicio militar, pero que no lo hayan completado, sólo podrán expedir un pasaporte con una fecha de vencimiento hasta la última fecha legal para el cumplimiento de la obligación, que es a la edad De 28. Los hombres mayores de 30 años pueden recibir un pasaporte con fechas de caducidad normales, independientemente del estado de cumplimiento del deber militar.
Todos los ciudadanos finlandeses son también ciudadanos de la Unión Europea. El pasaporte, junto con la tarjeta de identidad nacional, permite la libre circulación y residencia en cualquiera de los estados de la Unión Europea y del Espacio Económico Europeo.

## Apariencia
A partir de 1996, los pasaportes finlandeses han tenido cubiertas color burdeos y utilizan el formato estándar de pasaporte de la Unión Europea, con el escudo de armas finlandés estampado en el centro de la portada. Las palabras "Euroopan unioni" (finlandés) y "Europeiska unionen" (sueco) que significa "Unión Europea" están inscritas por encima del escudo de armas, y las palabras "Suomi - Finlandia", el nombre del país en finés y sueco y "Passi - Pass", que significa "Pasaporte" en finés y sueco. En los antiguos pasaportes de la UE, las palabras estaban enteramente en letras mayúsculas, pero las versiones actuales utilizan casos mixtos. Los pasaportes biométricos, emitidos por primera vez el 21 de agosto de 2006, también tienen el símbolo biométrico estándar en la parte superior. En 2012, el escudo de armas fue ampliado y el título de la Unión Europea se desplazó por debajo de él y separados por una línea doble del nombre del país que ahora está en todas las capitales. El símbolo biométrico se ha desplazado hacia abajo. Las páginas interiores contienen dibujos de un alce que cuando se voltea rápidamente muestran al alce en movimiento. La cubierta está grabada en relieve con un motivo de copo de nieve.

## Requisitos de Visado

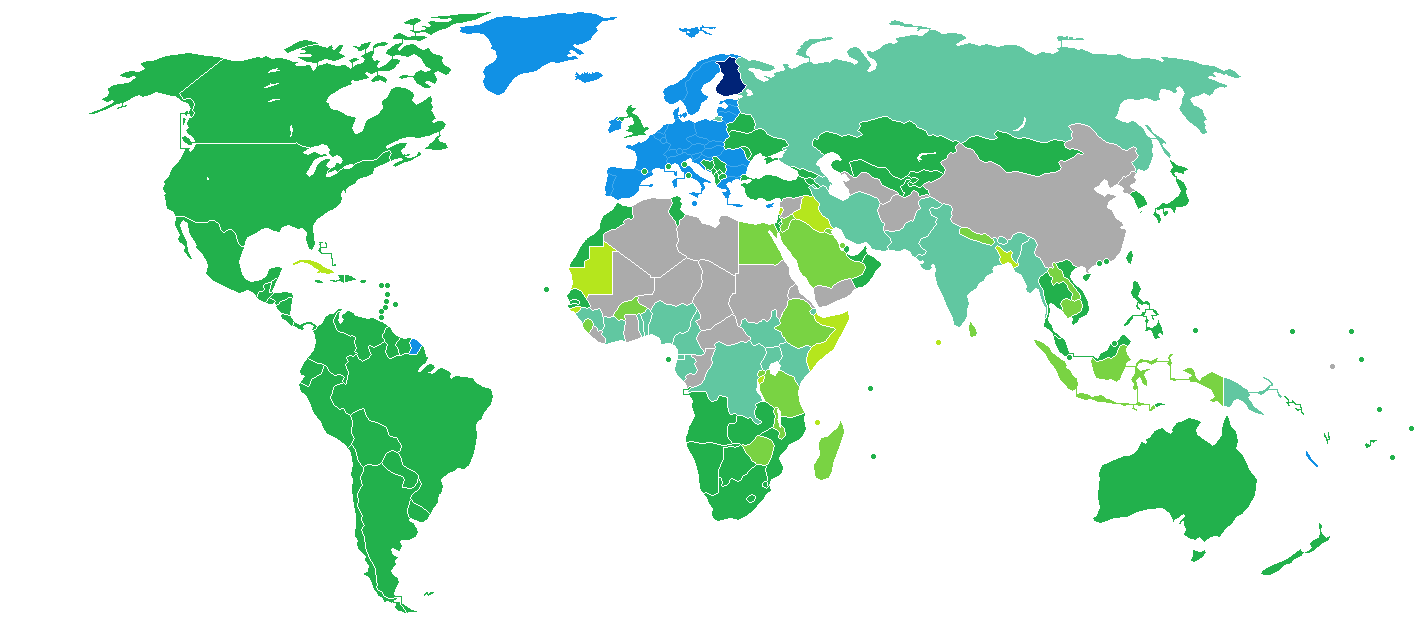
Finlandia
Libre movimiento (Espacio Schengen)
No requiere visa
Visa a la llegada
eVisa
Visa disponible tanto a la llegada como en línea
Se requiere visa antes de la llegada

En 2016, los ciudadanos finlandeses disponían de acceso sin visado o visa a su llegada a 175 países y territorios, clasificando el pasaporte finlandés en el tercer lugar del mundo (vinculado con Francia, Italia, España y Reino Unido) según el Índice de Restricciones de Visa.

## Diferentes ortografías del mismo nombre
Los nombres que contienen letras especiales (ä, ö) se deletrean de la manera correcta en la zona no legible por la máquina, pero se asignan en la zona legible por máquina, ä se convierten en AE y ö se convierten en OE.
Por ejemplo, Hämäläinen → HAEMAELAEINEN.
La letra å aparece sólo en Finlandia-nombres suecos y extranjeros. Se mapea como AA.
Por ejemplo, Ståhlberg → STAAHLBERG.

## Historia
Los pasaportes expedidos antes de la adopción del diseño 1996 de la UE eran de color azul oscuro y no contenían los textos de la "Unión Europea", pero eran de apariencia similar en general. Anteriormente, los niños podían ser incluidos en el pasaporte de los padres, pero esto ya no se permite y los niños deben tener su propio pasaporte, independientemente de la edad.

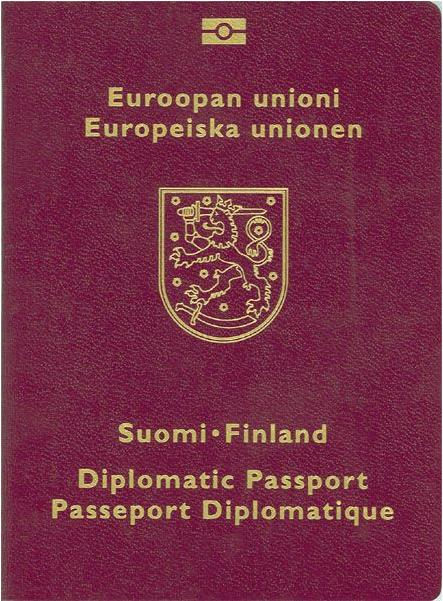
Portada frontal de un pasaporte diplomático biométrico
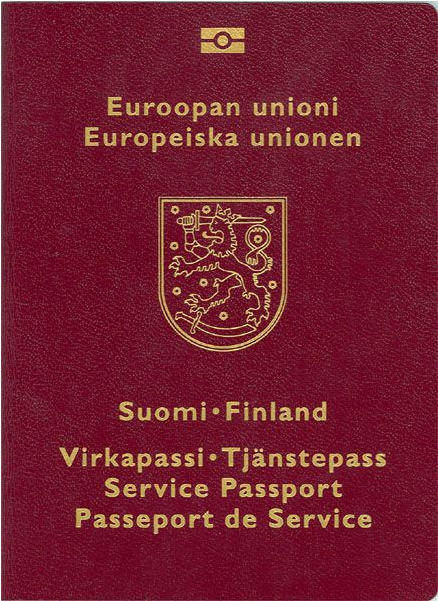
Portada frontal de un pasaporte de servicio biométrico
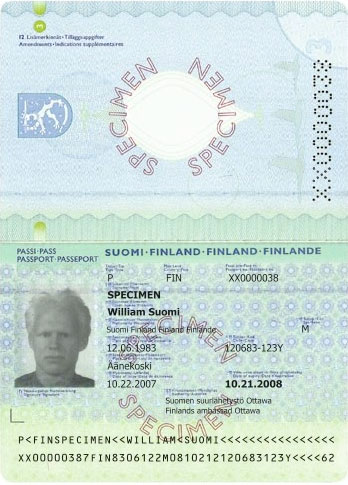
Pasaporte de tipo actual sin chip RFID (emitido únicamente en las embajadas finlandesas en el extranjero)
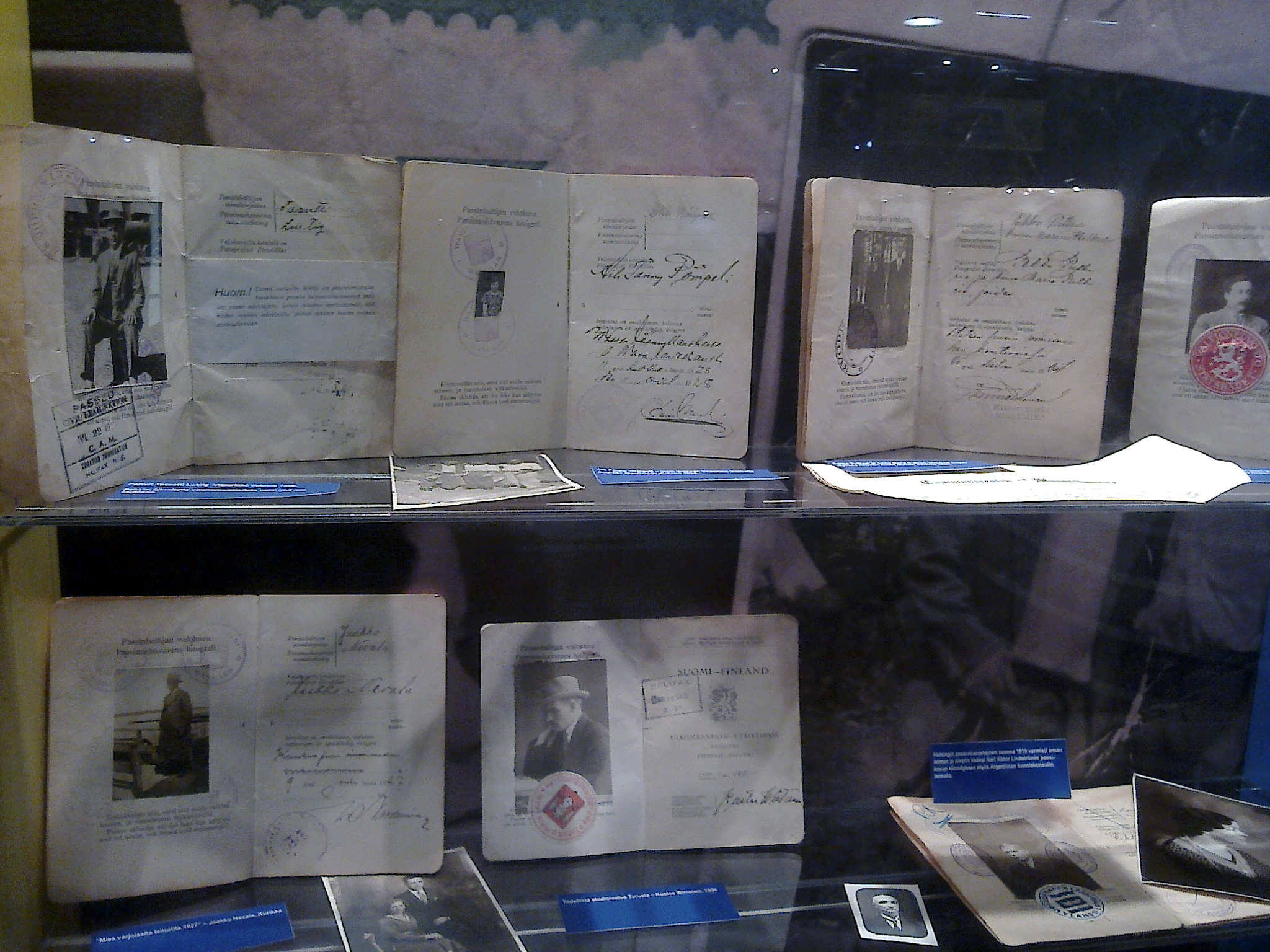
Una colección de viejos pasaportes finlandeses exhibidos por el Ministerio finlandés de Asuntos Exteriores

## Islas Åland
Las islas Åland, que son una región autónoma con su propio gobierno, tienen un pasaporte separado. Sin embargo, el pasaporte de las Islas Åland no indica una nacionalidad diferente, siendo todos los titulares nacionales finlandeses. A diferencia de los países autónomos daneses o de las dependencias de la Corona británica (ninguna de ellas pertenece a la Unión Europea), la región autónoma de las islas Åland forma parte integrante del Estado finlandés, por lo que el pasaporte de las islas Åland abarca todos los derechos y beneficios de la Unión Europea. El pasaporte sigue el formato estándar de la Unión Europea, y está marcado en la portada con Finlandia y Åland.